# Elodie Verweij
Elodie Verweij (4 augustus 1988) is een Nederlands politiek verslaggeefster en journaliste, die sinds 2023 werkzaam is bij het Algemeen Dagblad. 

## Biografie
Verweij werkte eerder als medewerker bij de Tweede Kamerfractie van de VVD, maar haar ambities waren om politiek verslaggeefster te worden. In haar tijd bij de VVD werkte ze samen met Han ten Broeke, die in 2018 moest aftreden nadat een beschuldiging van seksueel grensoverschrijdend gedrag uit 2013 door HP/DeTijd werd onthuld. Ten Broeke werd daar door een fractie-assistent van beschuldigd, maar volgens hem ging het om een relatie met wederzijds goedvinden. Later onthulden diverse media, waaronder GeenStijl en Story dat Verweij de betrokken vrouw was. Ze weigerde aangifte te doen bij de politie en tekende een overeenkomst met Ten Broeke om nooit meer over de zaak te praten.
Na haar periode bij de VVD ging Verweij in 2016 aan de slag als journalist bij WNL. Twee jaar later ging Verweij een nieuwe uitdaging aan bij EenVandaag.
Vanaf 2019 was Verweij werkzaam als politiek duider bij de talkshows Jinek, Beau, Renze en Humberto van RTL. Sinds 2023 is Verweij politiek verslaggever bij het Algemeen Dagblad.
In maart 2024 stelde Verweij in het Algemeen Dagblad, na een middag VVD-prominent Hans Hoogervorst te hebben geïnterviewd, dat hij openstond om minister-president van Nederland te worden. Hoogervorst ontkende echter de berichtgeving en vroeg een forensisch onderzoek aan. Hij veronderstelde dat Verweij was gefopt en dat hij deze woorden nooit had uitgesproken. Later op de dag kwam het Algemeen Dagblad dan ook met een rectificatie van de berichtgeving. Na deze onjuiste berichtgeving is Verweij een tijdje afwezig geweest. Sinds april 2024 is Verweij weer terug als politiek verslaggever van het Algemeen Dagblad.

## Trivia
- In 2023 deed Verweij mee aan de kennisquiz De slimste mens.
- In 2025 was Verweij te gast in het televisieprogramma  Dit was het nieuws.